# Friedensmuseum Brücke von Remagen

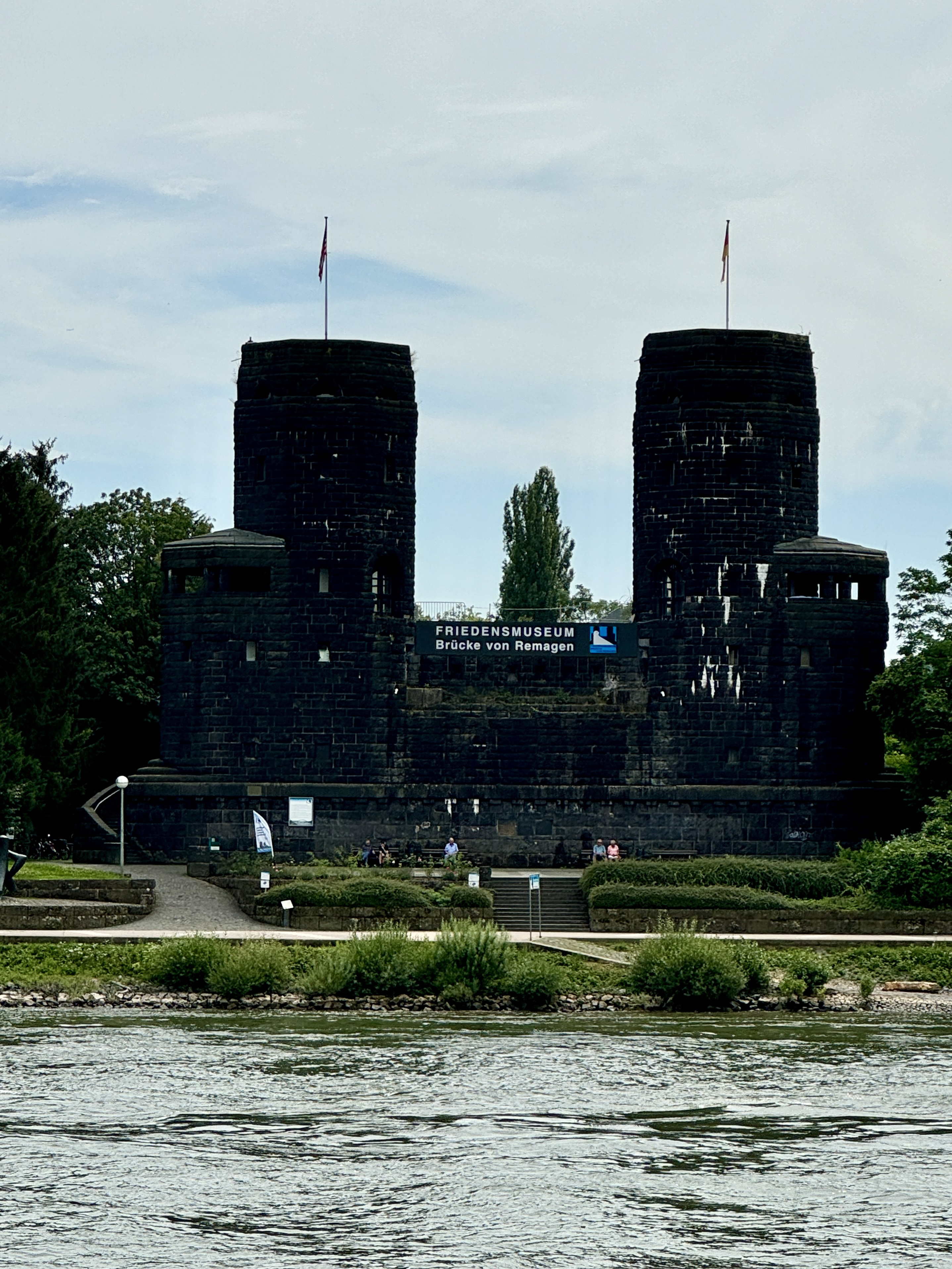
Friedensmuseum Brücke von Remagen (Juli 2024)

Das Friedensmuseum Brücke von Remagen ist ein Museum im linksrheinischen Brückenkopf der ehemaligen Ludendorff-Brücke in Remagen.

## Ausstellung
Das 1980 eröffnete Museum stellt zwei Themen dar:
- die Geschichte der Brücke von Remagen und ihrer Eroberung im Zweiten Weltkrieg
- das nahegelegene Kriegsgefangenenlager im Jahr 1945.[1]

„Für den Krieg gebaut, im Krieg zerstört, sollen die Trümmer immer mahnen“, so lautet der Text auf der Tafel an einem der beiden schwarzen Basaltpfeiler. Dem entspricht die Thematik der Ausstellung, die dem Frieden und nicht der Kriegsnostalgie gewidmet ist.
Die Ludendorff-Brücke wurde am 7. März 1945 von der 1. US-Armee eingenommen und damit der erste Übergang über den Rhein ermöglicht. Der Versuch der Wehrmacht, die Brücke daraufhin unter anderem durch V2-Raketen zu zerstören, schlug fehl. Am 17. März 1945 stürzte die schwer beschädigte Brücke wegen Überlastung ein.